# Gábor Horváth (canoista)
Gábor Horváth (Seghedino, 12 maggio 1985) è un canoista ungherese.

## Palmarès
- Mondiali

2006 - Seghedino: bronzo nel C4 200 m.
2007 - Duisburg: oro nel C4 200m e C4 500m.
2009 - Dartmouth: argento nella staffetta C1 4x200m e bronzo nel C4 200m.
- Campionati europei di canoa/kayak sprint

Račice 2006: argento nel C4 200m.
Pontevedra 2007: bronzo nel C4 200m.
Brandeburgo 2009: argento nel C4 200m e bronzo nella staffetta C1 4x200m.
Belgrado 2011: bronzo nel C2 200m.